# Alice Dovey
Alice Dovey (28 août 1884 - 12 janvier 1969) est une actrice de théâtre et du cinéma muet américain. Elle est connue pour son rôle dans le film The Commanding Officer, de 1915, un film des Famous Players-Lasky, dirigé par Allan Dwan. Donald Crisp a le rôle principal tandis qu'Alice Dovey est son épouse.

## Filmographie
La filmographie d'Alice Dovey, comprend les films suivants  :
- 1915 : The Commanding Officer
- 1915 : The Reformer
- 1916 : Every Lassie Has a Lover
- 1916 : The Romantic Journey (en)

### Source de la traduction
- (en) Cet article est partiellement ou en totalité issu de l’article de Wikipédia en anglais intitulé « Alice Dovey » (voir la liste des auteurs).